# ハイイロネコ
ハイイロネコ（Chinese Mountain Cat、 荒漠貓、漠貓、中國山貓、草猞猁）は中国西部に固有の小型の野生の猫である。ネコ属では最も知られていない種である。

## 形態
毛の色を除いて、身体的な特徴はヨーロッパヤマネコと良く似ている。29-40cmの尾を除いた体長は68.5-84cmであり、成獣の重さは4.5-9kgである。毛皮は砂色で、下部は白く、脚と尾には黒い輪の模様がある。

## 生態
ハイイロネコは夜行性でネズミや鳥などを食べる。中国政府に保護されているが、ネズミ捕り用の毒を飲んでしまったり食糧が減ったりしてその存在は脅かされている。

## 分布
チベット自治区、青海省、甘粛省、四川省に点在する森や低木地に分布し、時には砂漠にも現れる。また標高3000mの高さでも生活することができる。

## 分類
2007年に発表されたマイクロサテライトとミトコンドリアDNAを用いた研究によると、この両者でハイイロネコの系統的位置が食い違うことから、ハイイロネコはヨーロッパヤマネコの亜種間交雑に由来すると考えられる。もしそうであれば学名はFelis silvestris bietiとなる。しかしその後の分子系統解析の結果も反映させた2017年の分類体系では独立種とされている。
亜種としてF. b. chutchtaやF. b. vellerosaを認める場合があるが、ネコ属他種の誤同定だと考えられている。